# 실험실 쥐

실험실 쥐(Laboratory mouse)는 과학적 연구 또는 특정 애완동물을 위한 모이통으로 사육되고 사용되는 설치류의 작은 포유동물이다. 실험실 쥐는 일반적으로 생쥐(Mus musculus) 종에 속한다. 이는 가장 일반적으로 사용되는 포유류 연구 모델이며 유전학, 생리학, 심리학, 의학 및 기타 과학 분야의 연구에 사용된다. 쥐는 인간을 포함하는 영장상목 계통군에 속한다. 이러한 긴밀한 관계, 인간과의 높은 상동성, 유지 관리 및 취급 용이성, 높은 번식률로 인해 쥐는 인간 중심 연구에 특히 적합한 모델이 되었다. 실험실 쥐 게놈의 서열이 밝혀졌으며 많은 쥐 유전자가 인간 상동체를 가지고 있다. 애완동물 상점에서 뱀 먹이로 판매되는 실험용 쥐도 애완동물로 키울 수 있다.
때때로 실험실 연구에 사용되는 다른 쥐 종으로는 두 가지 미국 종, 즉 흰발쥐(Peromyscus leucopus)와 북미사슴쥐(Peromyscus maniculatus)가 있다.

## 같이 보기
- 동물 실험
- 화장품동물시험